# (14583) Lester
(14583) Lester est un astéroïde de la ceinture principale.

## Description
(14583) Lester est un astéroïde de la ceinture principale. Il fut découvert le 14 septembre 1998 à Socorro (Nouveau-Mexique) par le projet LINEAR. Il présente une orbite caractérisée par un demi-grand axe de 2,57 UA, une excentricité de 0,17 et une inclinaison de 1,7° par rapport à l'écliptique.

## Compléments